# Spilogona dorsostriata
Spilogona dorsostriata är en tvåvingeart som beskrevs av Huckett 1965. Spilogona dorsostriata ingår i släktet Spilogona och familjen husflugor.
Artens utbredningsområde är Alaska. Inga underarter finns listade i Catalogue of Life.